# Hol
Hol és un municipi situat al comtat de Viken, Noruega. Té 4.497 habitants (2016) i té una superfície de 1.858 km². El centre administratiu del municipi és el poble homònim.
Hol està vorejat al nord per Lærdal, al nord i a l'est per Ål, al sud per Nore og Uvdal, i a l'oest per Eidfjord, Ulvik i Aurland. Hol és una zona muntanyosa, on més del 90% de la superfície està a una altitud superior a 900 msnm. La serralada Hallingskarvet és el punt més alt del municipi, que arriba als 1.933 m. El riu Usta o Usteåne flueix al nord-est del llac Ustevatn viatjant per la vall d'Ustedalen. El riu Hallingdalselva està format per la confluència dels rius Usta i Holselva del llac Strandavatnet.

## Ciutats agermanades
Hol manté una relació d'agermanament amb les següents localitats:
- - Halinga, Comtat de Pärnu, Estònia
- - Mäntyharju, Itä-Suomi, Finlàndia
- - Säffle, Comtat de Värmland, Suècia